# Kater Blau

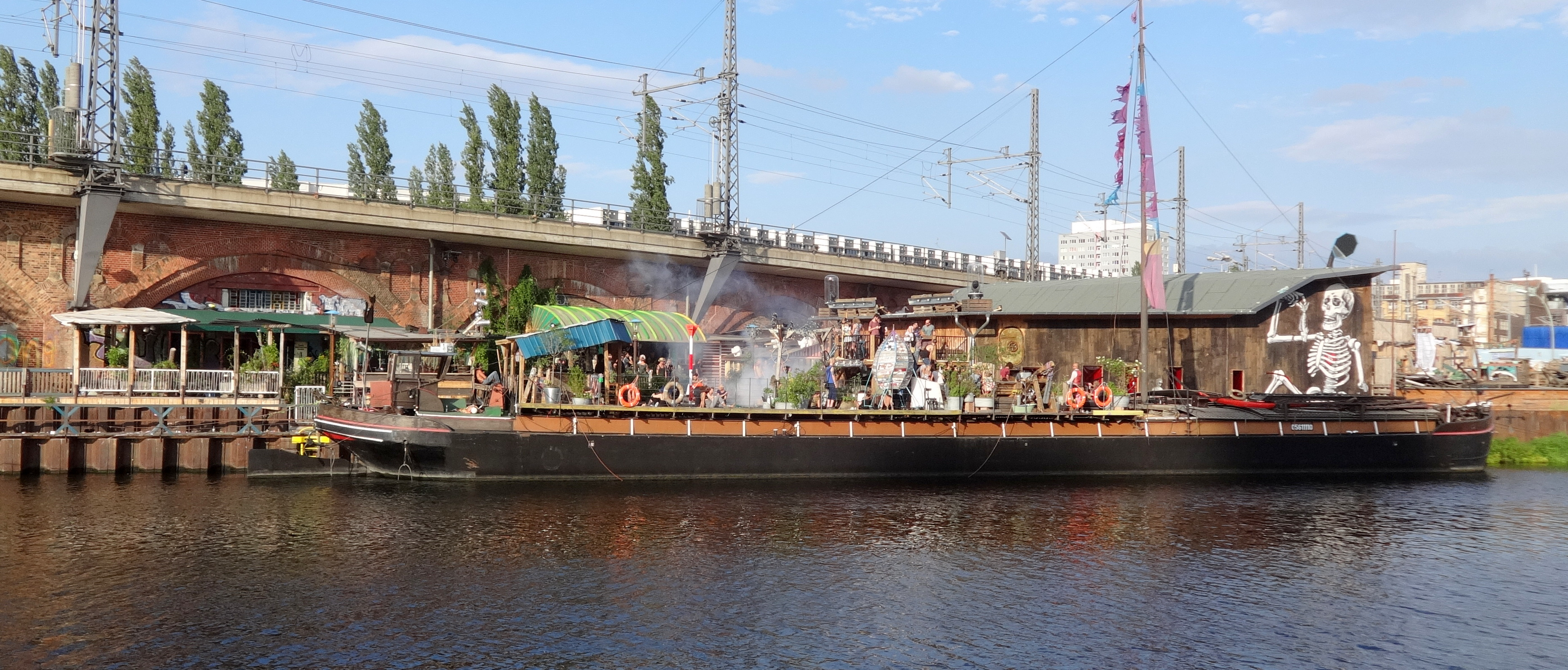
Kater Blau im August 2015 von der Spree aus

Der Kater Blau ist ein Berliner Techno-Club auf dem Gelände des alternativen Stadtquartiers Holzmarkt 25. Der Club steht in der Tradition seiner Vorgänger, Bar 25 und Kater Holzig, die am Spreeufer als Zwischennutzungen entstanden waren. Er wurde im Jahr 2014 eröffnet. Betreiber ist die 2014 gegründete Kater Club GmbH. Geschäftsführer ist Christoph Klenzendorf, der zuvor schon die beiden Vorgängerclubs mitgegründet hatte.

## Geschichte

### Überblick
Sowohl personell und vom musikalischen Konzept, als auch von den genutzten Örtlichkeiten und der Einrichtung her, lässt sich eine enge Verbindung vom Kater Blau über den Kater Holzig bis zur Bar 25 ziehen.

### Bar 25

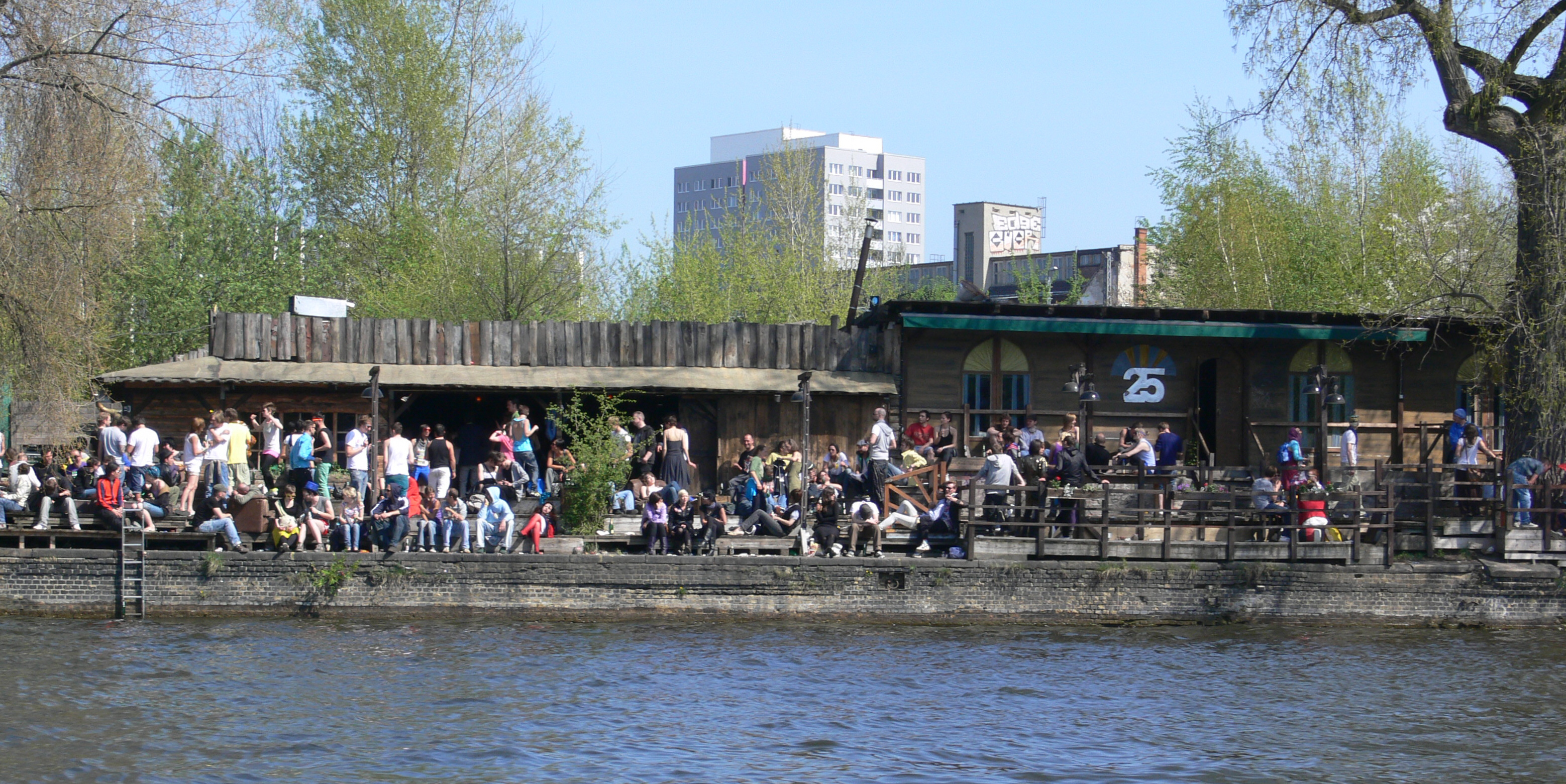
Bar 25 im April 2009

Die Bar 25 (Eigenschreibweise Bar25, kurz Bar) war ein Techno-Club am Spreeufer in Berlin-Friedrichshain, wenige Meter entfernt vom Standort des heutigen Kater Blau. In der Zeit ihres Bestehens von 2003 bis 2010 entwickelte sich die Bar 25 zu einem der wichtigsten Clubs der Stadt und erreichte auch internationale Bekanntheit.

### Kater Holzig

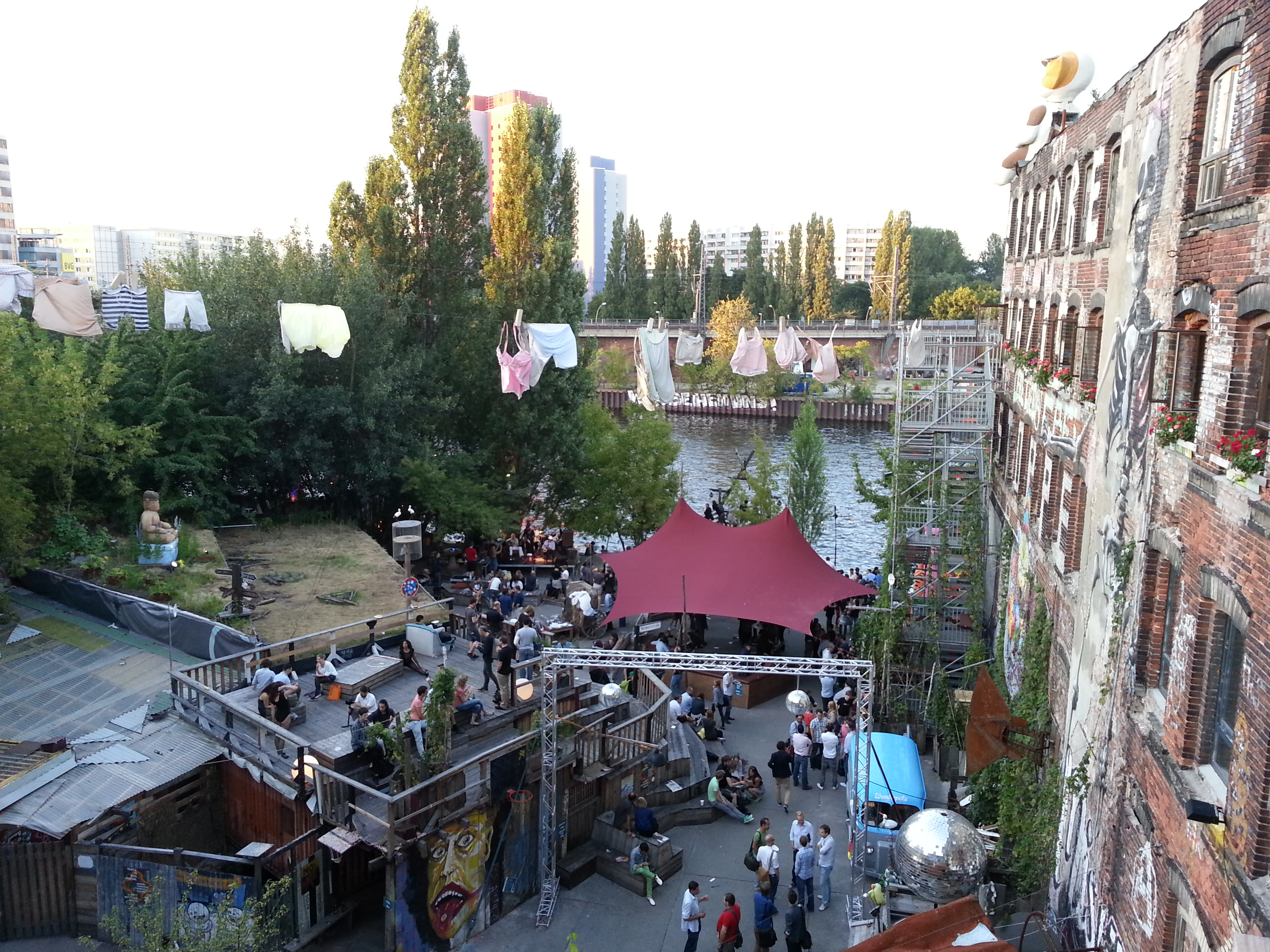
Ehemaliger Kater Holzig auf der gegenüberliegenden Spreeseite 2012

Nach dem Ende der Bar 25, die sich auf einem Grundstück der städtischen Müllentsorgungsgesellschaft BSR befand, das im Rahmen des Stadtentwicklungsmasterplans Mediaspree an Investoren verkauft werden sollte, eröffneten die Betreiber auf der anderen Spreeseite den weitläufigen Club Kater Holzig in einer alten Seifenfabrik. In den Räumlichkeiten befand sich bis 1993 bereits der Club Planet. Seitens der Vermieter wurde die Nutzung von Anfang an auf drei Jahre befristet. Ebenso wie zuvor schon die Bar 25, wurde auch der Kater Holzig international bekannt. Unter der von Resident Dirty Doering angemeldeten Marke Katermukke traten die Macher auch mit einem Label an die Öffentlichkeit. Das Label überlebte die Zeit im Kater Holzig und wird heute von Dirty Doering weitergeführt. Ursprünglich sollte der Club nach dem Ende der planmäßigen Nutzungszeit auf der nördlichen Spreeseite unter demselben Namen weiter betrieben werden. Die Betreibergesellschaft KaterHolzig GmbH geriet jedoch bald in wirtschaftliche Schwierigkeiten und meldete schließlich Insolvenz an, so dass der neue Club ab dem ersten Augustwochenende 2014 unter dem neuen Namen Kater Blau betrieben wurde.

### Geländekauf und Holzmarkt 25 - Quartier

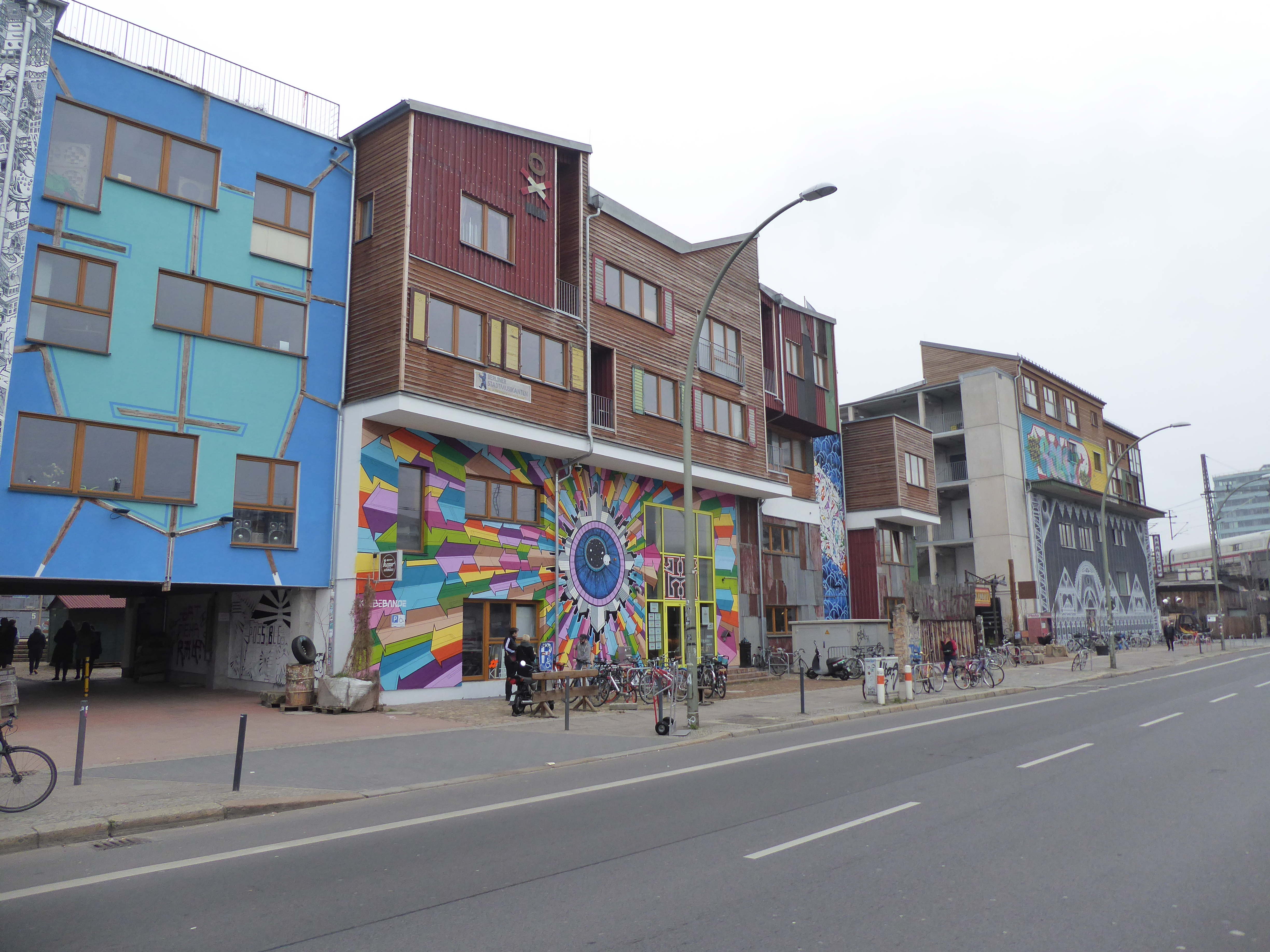
Holzmarkt-Projekt an der Holzmarktstraße 2019

Nach der Schließung des Kater Holzig wandte sich ein Teil der Crew wieder dem nördlichen Spreeufer zu. Die Fläche, auf der sich die Bar 25 befunden hatte, war Eigentum der BSR und sollte gegen Höchstgebot an einen Immobilienentwickler verkauft werden. Sie war Teil des Entwicklungsplans Mediaspree und sollte mit dichten Bürogebäuden bis unmittelbar an das Spreeufer bebaut werden.
In der Zwischenzeit organisierte sich eine Gruppe um die ehemaligen Betreiber als Genossenschaft Holzmarkt 25 eG neu. Ihr Konzept, ein gemischtes Stadtquartier mit öffentlichem Spreeufer als Alternative zur Mediaspree-Planung zu errichten, fand zwar politische Unterstützung, jedoch entschied der Senat der Stadt Berlin schließlich an den Plänen des Grundstücksverkauf per Höchstgebot festzuhalten und das Grundstück nicht per Erbbaurecht oder im Konzeptverfahren zu vergeben.
In Zusammenarbeit mit der Basler Pensionskasse Stiftung Abendrot gab die Genossenschaft schließlich ein Kaufgebot für das 12.000 Quadratmeter große Bar-Gelände an der Holzmarktstraße ab und erhielt mit dem höchsten Gebot den Zuschlag. Die Stiftung ist seither Eigentümerin der Fläche, die Genossenschaft tritt als Erbbauberechtigter auf. Der Kaufpreis wurde nicht veröffentlicht, nach Angaben der Verkäuferin handelte es sich um das höchste Gebot. Fachleute schätzen den Kaufpreis in einer Größenordnung von 50 Millionen Euro.

### Kater Blau
Im Sommer 2014 eröffnete schließlich am Rande dieses Geländes am nördlichen Spreeufer der Kater Blau, fast an der Stelle, wo ursprünglich die Bar 25 war.
Der Kater Blau öffnet regelmäßig in der Nacht von Freitag auf Samstag gegen Mitternacht und hat dann durchgehend bis mindestens Montag vormittags geöffnet. Mitunter gehen die Partys aber auch länger. Musikalisch steht eine breite Palette von House- und Techno-DJs auf dem Programm, von bisher unbekannten bis hin zu international bekannten Künstlern, wie beispielsweise im August 2015 Claude VonStroke oder im September 2015 Moonbootica. Die musikalische Identität des Clubs wird vor allem über die sogenannten Resident-DJs geprägt, die der Club als "Hauskater" auf seiner Website führt. Je nach Jahreszeit, Uhrzeit und Programm bilden sich vor der Einlasstür kürzere oder längere Warteschlangen. Die Türsteher, die teilweise auch schon für die Vorgängerclubs gearbeitet haben, sind für eine vergleichsweise strenge Auswahl der Gäste bekannt. Im Innern der Gebäude gibt es zwei Tanzflächen, den Heinz Hopper Floor, der die ganze Zeit über bespielt wird, und den etwas kleineren Acid Bogen, der vor allem mit experimenteller und Live-Musik bespielt wird. Zum weitläufigen Außengelände gehört auch das Deck eines saisonal verankerten Bootes. Hier legen bei ausgewählten Veranstaltungen tagsüber und bei gutem Wetter ebenfalls mitunter DJs auf. Teile der Bareinrichtung stammen noch aus der Bar 25.
Außerhalb der üblichen Öffnungszeiten finden auch andere kulturelle Veranstaltungen, beispielsweise Theateraufführungen, Lesungen oder Podiumsdiskussionen auf dem Gelände statt. Die Clubbetreiber engagierten sich in Zusammenarbeit mit der Trägergenossenschaft des Holzmarkt-Grundstücks in der Vergangenheit bei der Unterbringung von Geflüchteten.
Im Zuge der COVID-19-Pandemie war der Kater Blau mutmaßlich einer der Berliner Clubs, in denen Gäste laut Medienberichten zur Verbreitung des Virus in Berlin beigetragen haben sollen, nachdem ein infizierter Gast Anfang März 17 Stunden lang im Club gefeiert hatte. Die Betreiber schlossen den Club daraufhin noch vor der behördlichen Anordnung durch die Stadt.
Der Club beteiligte sich an der Aktion „United We Stream“ der Berliner Clubszene, die durch die Maßnahmen gegen COVID-19 massive Einbußen hinnehmen mussten.

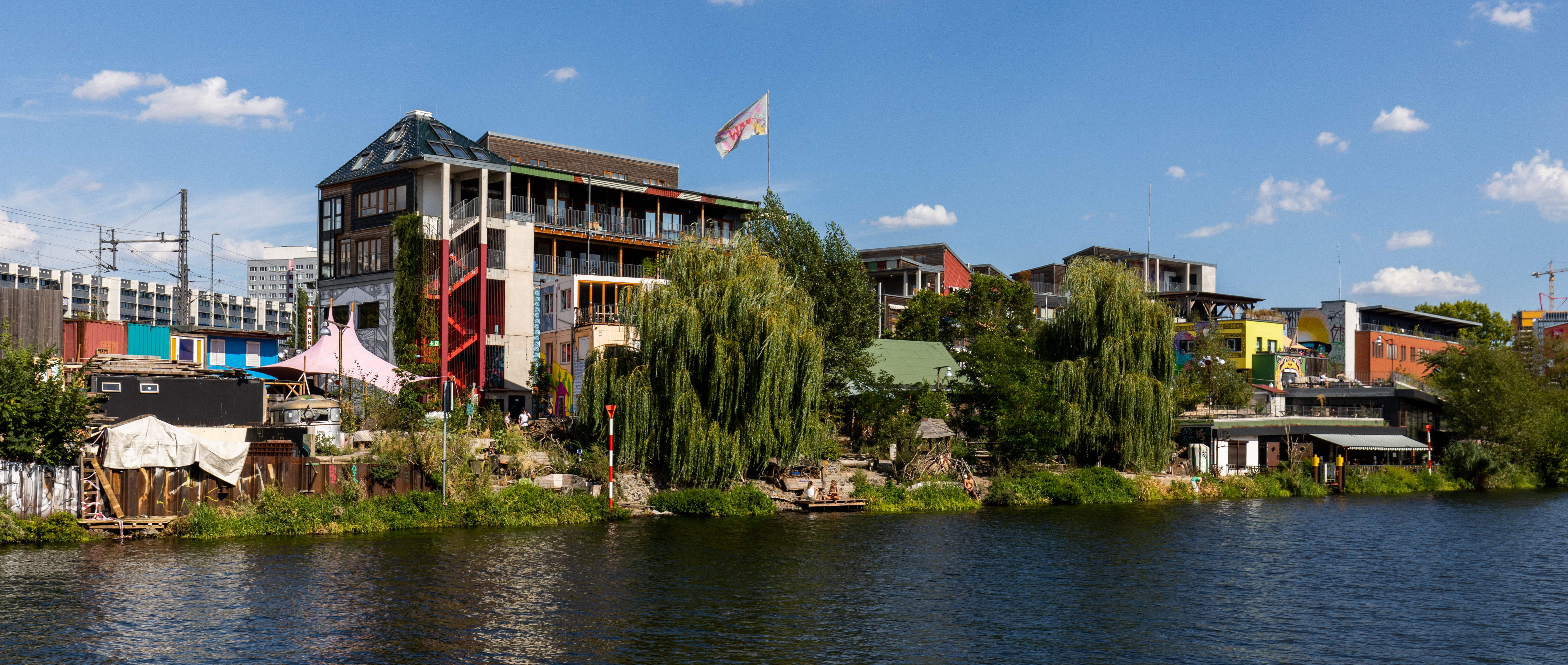
Ansicht des genossenschaftlichen Stadtquartiers Holzmarkt 25 auf dem Gelände der ehemaligen Bar25